# Tranișu, Cluj
Tranișu (în maghiară Tranyis) este un sat în comuna Poieni din județul Cluj, Transilvania, România.

## Lăcașuri de cult
Biserica de lemn „Sfinții Arhangheli Mihail și Gavriil”

## Galerie de imagini

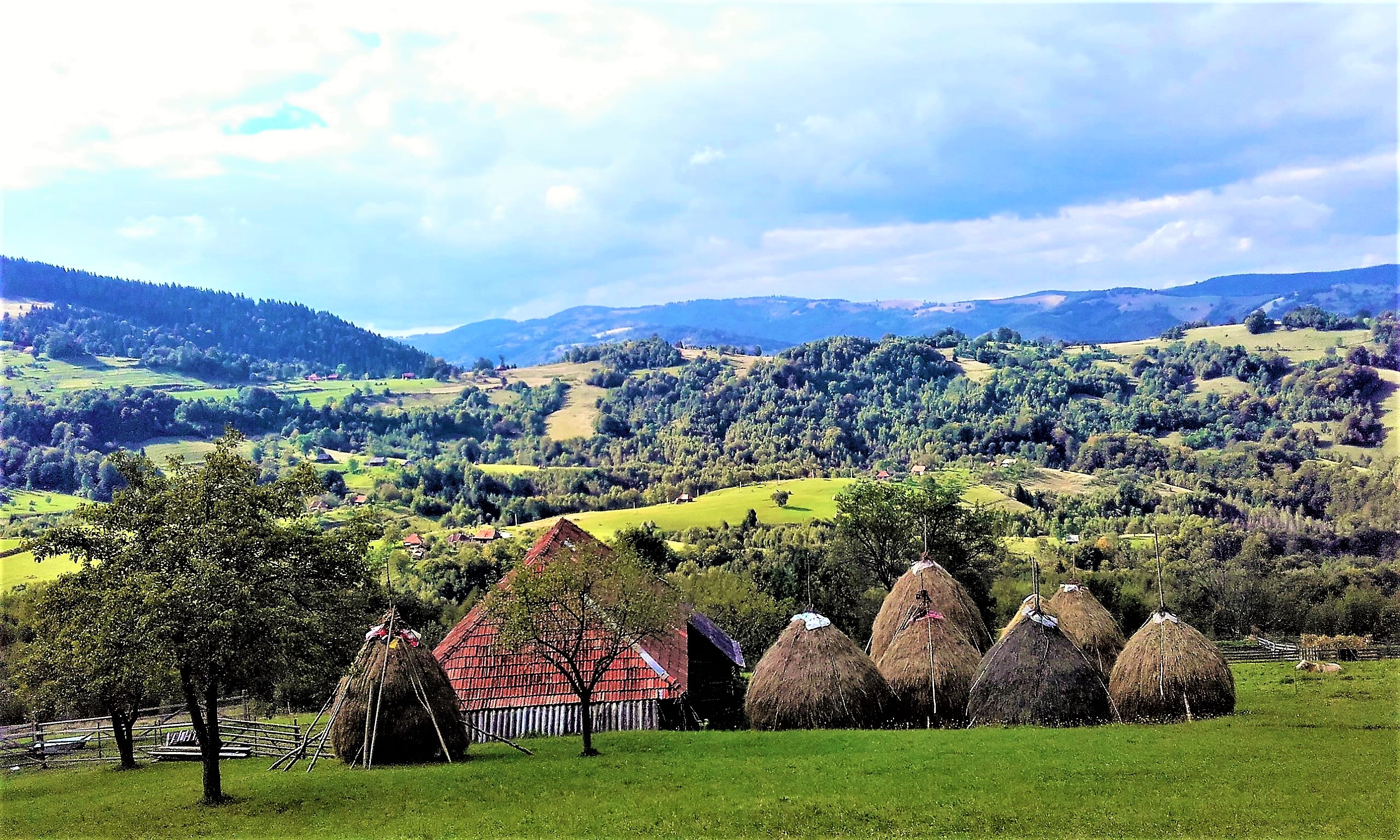